# Gil Norton
Gil Norton est un producteur anglais célèbre pour avoir travaillé notamment avec les Pixies, les Foo Fighters, les Counting Crows... En 2001, il a commencé à travailler pour les Strokes sur leur premier album Is This It, mais la collaboration se passe mal et il est remplacé par Gordon Raphael.

## Discographie (en tant que producteur)
- The Triffids, Born Sandy Devotional, (1985)
- Pixies, Doolittle, (1989)
- Pixies, Bossanova, (1990)
- Pixies, Trompe le Monde, (1991)
- Catherine Wheel, Chrome, (1993)
- Belly, Star, (1993)
- Terrorvision, How To Make Friends And Influence People, (1994)
- Catherine Wheel, Happy Days, (1995)
- Counting Crows, Recovering the Satellites, (1996)
- Terrorvision, Regular Urban Survivors, (1996)
- Foo Fighters, The Colour and the Shape, (1997)
- K's Choice, Cocoon Crash, (1998)
- Cast, Magic Hour, (1999)
- SR-71, Now You See Inside, (2000)
- Feeder, Echo Park, (2001)
- Feeder, Comfort in Sound, (2002)
- Dashboard Confessional, A Mark, a Mission, a Brand, a Scar, (2003)
- The Distillers, Coral Fang, (2003)
- Jimmy Eat World, Futures, (2004)
- Span, Mass Distraction, (2004)
- Son of Dork. Welcome To Loserville, (2005)
- Feeder. Pushing The Senses, (2005)
- Morningwood, Morningwood, (2006)
- Ben Kweller, Ben Kweller, (2006)
- Gomez (groupe), How We Operate, (2006)
- Maxïmo Park, Our Earthly Pleasures (2007)
- Funeral for a Friend, Tales Don't Tell Themselves, (2007)
- Foo Fighters, Echoes, Silence, Patience and Grace, (2007)....
- Counting Crows, "Saturday Nights, Sunday Mornings", (2007)